# Star Wars: L'apprendista del Lato Oscuro
Star Wars: L'apprendista del Lato Oscuro (in inglese Star Wars: Dark Disciple), noto anche come L'apprendista del Lato Oscuro, è un romanzo di fantascienza di Christie Golden, ambientato nell'universo di Guerre stellari, pubblicato il 7 luglio 2015.
Il romanzo fa parte del progetto multimediale The Clone Wars Legacy, in quanto si basa su un arco narrativo di otto episodi della settima stagione della serie televisiva animata Star Wars: The Clone Wars che non sono mai stati realizzati. Gli episodi si intitolano Lethal Alliance, The Mission, Conspirators, Dark Disciple, Saving Vos - Part I, Saving Vos - Part II, Traitor e The Path.
Il romanzo, che si rivolge soprattutto ad un pubblico adulto, include una prefazione di Katie Lucas, figlia di George e una degli scrittori della serie. L'edizione audio del libro è narrata da Marc Thompson. Ambientato durante le guerre dei cloni, il romanzo segue le vicende del Maestro Jedi Quinlan Vos e di Asajj Ventress, impegnati nel tentativo di assassinare il Conte Dooku.

## Storia editoriale
(Il supervisore di The Clone Wars Dave Filoni)
Il romanzo è stato annunciato il 25 luglio 2014 al San Diego Comic-Con, al panel della Del Rey per presentare il romanzo Una nuova alba. Christie Golden è stata annunciata come autrice, che ha adattato gli script che sono stati scritti in collaborazione con il produttore della serie George Lucas, per quella che sarebbe stata la settima stagione della serie The Clone Wars prima della sua cancellazione. Secondo Jennifer Heddle, il romanzo sarebbe indirizzato verso un pubblico adulto, mentre Pablo Hidalgo ha fatto notare come il romanzo avrebbe esplorato i personaggi in maniera più profonda rispetto a quanto sarebbe stato in grado di fare la serie. La prima illustrazione per il romanzo è stata realizzata come arte concettuale per la serie animata.
Gli episodi sono stati intitolati Lethal Alliance, The Mission, Conspirators, Dark Disciple, Saving Vos Part I, Saving Vos Part II, Traitor e The Path. Gli episodi sono stati scritti da Katie Lucas, il capo scrittore Matt Michnovetz e il supervisore della serie Dave Filoni. Golden, prima di iniziare a lavorare al romanzo, ha ricevuto animatic incompleti per i primi quattro episodi e gli script di tutti e otto. Il romanzo comprende una prefazione di Katie Lucas, uno degli scrittori degli episodi originali. Il romanzo è stato preceduto da una storia breve, intitolata Kindred Spirits. Sul sito StarWars.com sono stati rilasciati bozzetti, e altro materiale inedito relativo all'arco narrativo mai realizzato.
L'editore di Del Rey Erich Schoeneweiss è stato il primo ad annunciare il 26 settembre 2014 che il romanzo sarebbe stato diffuso nel luglio 2015. Amazon.com ha indicato come data d'uscita il 7 luglio, mentre la data di uscita britannica era 9 luglio. StarWars.com ha svelato la copertina di Matt Taylor il 9 dicembre 2014. Il 16 gennaio, 2015, Christie Golden ha fatto sapere di aver finito il romanzo e di averlo passato al suo editore. Inizialmente previsto in Italia il 30 gennaio 2016, il romanzo è stato pubblicato il 2 febbraio 2017, edito da Multiplayer Edizioni.

## Trama
Su una nave della Repubblica in fuga da Mahranee, una rifugiata Mahran, Ashu-Nyamal, fugge dalla sua famiglia, desiderosa di vendicarsi dei Separatisti. Dopo essere sfuggita a un soldato clone, raggiunge il ponte di comando dove vede il Generale Jedi Chubor supplicare il Conte Dooku tramite ologramma di permettere ai rifugiati di fuggire. Dopo aver rivelato di sapere che la conversazione viene trasmessa al Consiglio Jedi, Dooku ordina la distruzione delle navi. Dopo aver assistito all'atrocità su Mahranee, il Consiglio Jedi, guidato dal Maestro Mace Windu, deve prendere una decisione moralmente discutibile: assassinare il Conte Dooku e porre così fine alle Guerre dei cloni. Il Maestro Obi-Wan Kenobi suggerisce Quinlan Vos per l'incarico, pur essendo contrario alla decisione.
In collaborazione con Asajj Ventress
Nel frattempo, il Maestro Vos, travestito da "Tal", insieme al Cavaliere Jedi Mahran Akar-Deshu, sventa un'operazione di mercato nero nel Centro di Otor, gestita dal mercante Koorivar Sheb Valaad. Mentre tornano a Coruscant, ricevono la notizia dell'attacco Separatista a Mahranee e un messaggio da Kenobi che richiede a Vos di partecipare a una riunione con il Consiglio Jedi. Durante la riunione, il Consiglio Jedi informa Quinlan dei loro piani per assassinare il Conte Dooku. Vos accetta la missione, ma insiste affinché qualcuno lo accompagni. Il Maestro Yoda raccomanda la Sorella della Notte ed ex-apprendista Sith Asajj Ventress come partner di Vos. Alla fine, Vos accetta con riluttanza la missione e promette di contattare Ventress.
Dopo l'incontro, Vos si reca al livello 1313 di Coruscant per chiedere informazioni su dove si trovi Ventress. In un bar malfamato, il Jedi sotto copertura incontra diversi cacciatori di taglie che conoscono Ventress, tra cui il Trandoshano Bossk e il figlio del defunto Jango Fett, Boba Fett. Fett rivela che Ventress ha accettato un incarico sul pianeta Pantora, dando la caccia a un fuggitivo Volpai di nome Moregi. Utilizzando queste informazioni, Vos si reca su Pantora, dove si imbatte nella caccia di Ventress. Grazie all'arrivo di Quinlan, Moregi è riuscito a fuggire. Dopo un incontro teso, Vos e Ventress uniscono le forze per catturare il Moregi.
Più tardi, Vos incontra Ventress sulla sua astronave, la Banshee. Lì, il Jedi sotto copertura si spaccia per un aspirante cacciatore di taglie interessato a collaborare con lei. Credendo che Vos abbia il potenziale per diventare un cacciatore di taglie nonostante il suo comportamento irritante, Ventress lo accetta con riluttanza come suo compagno. Vos trascorre le due settimane successive a bordo della nave di Ventress, addestrandosi e conducendo diverse cacce insieme, solitamente con contratti clandestini e obiettivi fuorilegge. In un'occasione, Vos salva la vita di Ventress usando la Forza per far cadere il blaster dalla mano di un bersaglio Weequay, permettendo a Ventress di finirlo.
Alla loro quinta caccia insieme, i due cacciatori di taglie lavorano insieme per catturare l'ex primo ufficiale del capitano dell'Ordine delle Ossa di Sangue, Lassa Rhayme, che si è separato da loro. Ventress riesce ad attirare il fuggitivo usando il suo fascino femminile. Come parte del loro pagamento, Rhayme dà loro una bottiglia di whisky Tevraki, che i due cacciatori sorseggiano insieme. Mentre beve, Vos cerca di incalzare Ventress con informazioni sul suo addestramento, ma lei rimane a bocca cucita. Intanto i due cacciatori iniziano a provare dei sentimenti l'uno per l'altra, sebbene non siano ancora pronti ad ammetterlo né l'uno all'altro né a se stessi.
Più tardi, mentre Ventress visita il Livello 1313 di Coruscant per apportare modifiche alla Banshee, Vos coglie l'occasione per incontrare Kenobi e discutere dei progressi della loro missione. Poiché Vos ha instaurato un rapporto con Ventress, Kenobi esorta i suoi compagni Jedi a trovare un modo per motivarla contro Dooku.
Su Coruscant, Ventress accetta un incarico dal Sindacato Pyke, un potente cartello di narcotrafficanti e trafficanti di spezie, con sede sul pianeta roccioso Oba Diah. Il capo del Sindacato Pyke, Marg Krim, incarica i due cacciatori di taglie di salvare sua moglie Tezzka Krim e i loro due figli Laalee e Vram, rapiti dal sindacato criminale rivale del Sole Nero. Il Sole Nero tiene la sua famiglia prigioniera nella loro fortezza sul mondo vulcanico di Mustafar. Diretti a Mustafar, noleggiano due pulci di lava e visitano un bar chiamato The Last Resort. Lì, aggrediscono una guardia del Sole Nero e la costringono a rivelare informazioni sugli ostaggi Pyke.
I due cacciatori riescono a infiltrarsi nella fortezza del Sole Nero attraverso un balcone sporgente. Salvano i due figli di Krim, ma non riescono a trovare la madre. Inseguiti dalle sentinelle del Sole Nero, i due cacciatori e i bambini fuggono a bordo delle loro pulci di lava attraverso la colata lavica. Mentre Ventress e Laalee riescono a saltare sulla loro cavalcatura, un colpo di blaster colpisce la schiena di Quinlan, facendo perdere la presa a Vram e facendolo cadere nella colata lavica. Tuttavia, il Jedi sotto copertura usa i suoi poteri della Forza per far levitare il ragazzo in salvo. Dopo essere tornati alla Banshee, i due cacciatori di taglie elaborano un piano per salvare Tezzka, mentre Ventress cura la ferita da blaster di Vos.
Usando i suoi poteri psicometrici, Vos tocca il medaglione di Laalee e scopre che sua madre Tezzka è ancora nella fortezza, prigioniera dello stesso leader del Sole Nero, Ziton Moj. Mentre Ventress entra nella fortezza travestita da negoziatrice, Vos riesce a liberare Tezzka dalla sua cella. Dopo una lotta con Moj e i suoi uomini, i due cacciatori riescono a fuggire da Mustafar a bordo della Banshee con la famiglia di Krim. Dopo essere tornati su Oba Diah, Marg Krim ricompensa Ventress con una doppia paga. Mentre lasciano il pianeta, i due cacciatori assistono all'uscita di una flotta del Sole Nero dall'iperspazio per regolare i conti con il Sindacato Pyke. Impossibilitati ad aiutare i Pyke, Vos e Ventress non hanno altra scelta che fuggire nell'iperspazio.
Unire le forze contro Dooku
Gravato dal senso di colpa per non essere stato in grado di proteggere la famiglia di Krim, Quinlan Vos rivela ad Asajj Ventress di essere un Cavaliere Jedi. Tuttavia, Ventress ne è già a conoscenza, poiché lo aveva visto usare i suoi poteri della Forza per salvare se stesso e Vram durante la loro precedente fuga su Mustafar. Vos dice anche a Ventress che il Consiglio Jedi lo aveva mandato a uccidere il Conte Dooku e vuole che ottenga il suo supporto. Avendo imparato a rispettare Vos e vedendo l'opportunità di contrattaccare il suo ex Maestro, Ventress accetta di aiutarlo, ma avverte Vos che per assassinare il leader separatista dovrà attingere al lato oscuro della Forza. Più tardi, Vos informa Kenobi di questo nuovo sviluppo nel loro piano di assassinio. Kenobi avverte il suo compagno Jedi di diffidare della natura manipolatrice di Ventress. Tuttavia, Quinlan insiste sul fatto che per il momento può fidarsi di lei.
Per iniziare l'addestramento di Vos al lato oscuro, Ventress lo porta sul suo pianeta natale, Dathomir, un pianeta fortemente influenzato dal lato oscuro. In compagnia di Ventress, Vos apprende il suo passato, tra cui la schiavitù, l'apprendistato presso il Cavaliere Jedi Ky Narec, rimasto bloccato, il successivo apprendistato col Conte Dooku, il successivo tradimento di quest’ultimo e la perdita delle sue compagne Sorelle della Notte. Durante il suo discepolato, Vos sviluppa una relazione sentimentale con Ventress, ma fatica a evitare di abbracciare completamente il lato oscuro della Forza. Nel tentativo di avvicinare Vos al lato oscuro, Ventress afferma che Dooku ha assassinato il suo Maestro Jedi Tholme; quando in realtà, era lei la vera colpevole. Sotto la tutela di Ventress, Vos si sottopone a un rigoroso regime di addestramento progettato per esporlo alla cultura delle Sorelle della Notte, potenziando al contempo la sua forza, la sua resistenza, il suo spirito combattivo e i suoi poteri della Forza. Più tardi, Ventress riceve da uno dei suoi informatori, il Gossam Sumdin, la notizia che Dooku sta pianificando di visitare Raxus Secundus, un pianeta dell'Egemonia Tion e capitale del movimento separatista. Come parte della sua prova finale, Vos deve uccidere il Dormiente, una creatura crostacea quasi estinta che vive in una serie di stagni vicino all'ex villaggio delle Sorelle della Notte. Nonostante l'iniziale esitazione, Vos riesce a uccidere il Dormiente e supera la prova, completando così il suo addestramento al Lato Oscuro. Dopo che Vos non si presente al loro incontro, Kenobi incontra Yoda per discutere del suo timore che a Quinlan sia successo qualcosa di sbagliato. Yoda assicura a Kenobi che Vos ha svolto molte missioni sotto copertura e  che sapeva cosa stava facendo. Sostiene inoltre che a volte è necessario percorrere un sentiero oscuro per comprendere meglio il Lato Chiaro. Nel frattempo, Ventress e Vos si recano su Raxus Secundus, dove incontrano il suo informatore Sumdin. Vos è inorridito quando Asajj uccide Sumdin per impedire che trapelino segreti sulla loro missione. I due cacciatori si dirigono quindi verso una grande piazza pubblica, dove il Conte Dooku tiene un discorso patriottico davanti a una grande folla. Il Conte è accompagnato dal comandante militare separatista, il Generale Grievous. Dopo il discorso, i due si separano mentre partecipano a una grande festa pubblica. Ventress coglie l'occasione per prendere di sorpresa il suo ex maestro, che si sta mescolando alla folla. Non volendo causare disordini pubblici, sfida Dooku a incontrarla sul belvedere per un combattimento leale più tardi quella notte. Dooku accetta e i due si separano.
In segreto, tuttavia, Dooku contatta segretamente il Generale Grievous e gli ordina di incontrarlo sul belvedere con dei rinforzi. Prima che Grievous possa unirsi al Conte, Quinlan lo attacca e sopraffà Grievous e i suoi droidi da battaglia. Al belvedere, Ventress e Vos affrontano Dooku in un duello con la spada laser. Dopo che Dooku riesce a mettere KO Ventress scagliandola contro una panca di pietra, Quinlan attacca il Signore dei Sith, che lo schernisce per il suo flirt con il lato oscuro. Dopo un feroce duello, Vos viene sconfitto da Dooku, che lo immobilizza usando i fulmini della Forza. Grievous giunge con rinforzi droidi per arrestare gli intrusi, ma Asajj riesce a fuggire nelle fogne. Nel frattempo, Quinlan viene fatto prigioniero da Dooku.
Salvataggio di Quinlan Vos
Prigioniero dei Separatisti, Quinlan Vos viene trasportato su Serenno. Lì, viene rinchiuso in una cella, dove viene torturato dal Conte Dooku, che intende anche completare il viaggio di Vos verso il lato oscuro. Intanto al Tempio, i Jedi si preoccupano per l’incolumità di Vos e temono che sia morto o che si sia allontanato dal lato chiaro. Nel frattempo, Asajj Ventress si reca alla Cantina dello Spazioporto di Chalmun su Tatooine, dove ottiene il supporto di diversi cacciatori di taglie, tra cui Boba Fett, Bossk, Latts Razzi, C-21 Highsinger ed Embo, per una missione di salvataggio di Quinlan. Tornato su Serenno, Dooku riesce a mettere Vos contro Ventress rivelando un ologramma che mostra l'omicidio del suo defunto Maestro Tholme. La versione degli eventi di Dooku viene confermata quando Vos usa le sue capacità psicometriche per toccare la spada laser di Tholme.
Poco dopo, Asajj e i suoi alleati cacciatori di taglie arrivano su Serenno per salvare Quinlan Vos. Come parte del loro piano, i cacciatori di taglie organizzano un diversivo attaccando i droidi da battaglia di Dooku. Nel frattempo, Ventress si fa strada nel palazzo del Conte, dove incontra un Vos vendicativo nella sua cella. Infuriato con Ventress per aver mentito sul suo ruolo nell'omicidio del suo maestro, Vos attacca la Sorella della Notte con la sua spada laser. Ventress cerca di ragionare con il suo ex discepolo dicendogli di non lasciarsi dominare dal lato oscuro e gli ricorda la loro missione: uccidere Dooku. Incapace di salvare Vos, Ventress è costretta a ritirarsi con i suoi alleati cacciatori di taglie. Mentre se ne vanno, intravede Vos che cammina con Dooku, a dimostrazione del fatto che è effettivamente diventato il suo nuovo apprendista Sith.
Sconvolta, Ventress torna su Coruscant, dove informa Kenobi della caduta di Quinlan nel lato oscuro. Per i mesi successivi, Asajj aspetta il momento opportuno, accettando vari incarichi di cacciatrice di taglie.        Nel frattempo, Vos diventa il nuovo braccio destro di Dooku nella gerarchia separatista e si guadagna il soprannome di "Ammiraglio Enigma". A un certo punto, Asajj viene contattata dal compagno Jedi di Quinlan, Desh, che è stato inviato da Kenobi per accompagnarla a una riunione del Consiglio Jedi per discutere la questione del salvataggio di Vos dai Separatisti.
Il Consiglio Jedi viene a conoscenza che "l'Ammiraglio Enigma" è stato avvistato l'ultima volta su una corazzata di classe Providence. In cambio del recupero di Quinlan, i Jedi si offrono di perdonarla per i suoi crimini contro di loro e la Repubblica. L'inclusione di Asajj è controversa tra alcuni Jedi, in particolare Mace Windu e Anakin Skywalker. Tuttavia, Obi-Wan Kenobi e Yoda la difendono. Ventress accetta l'accordo e partecipa alla missione di salvataggio. Dopo una lotta con Dooku e i suoi droidi da battaglia, Ventress e la squadra di soccorso Jedi riescono a liberare Vos dalla sua cella, dove Ventress trova un ex Jedi emaciato e seminudo impiccato a una serie di catene.
Mentre i Jedi sono sollevati di aver salvato il loro compagno, Ventress vede gli occhi di Vos brillare di furia e si rende conto di aver abbracciato completamente il lato oscuro. Ventress tenta di attaccare il suo ex amante, ma viene trattenuta da Kenobi. Dopo aver liberato Vos, Ventress e i Jedi fuggono dalla corazzata separatista a bordo della sua astronave Banshee. Dopo essere tornata al Tempio Jedi, Ventress viene formalmente perdonata per i suoi crimini da Yoda. Tuttavia, questa notizia è agrodolce per Asajj, poiché nessuno dei Jedi crede che Vos abbia cambiato schieramento con i Separatisti. Vos tenta di riconciliarsi con Ventress, ma lei lo respinge. Nel frattempo, Skywalker discute i suoi sospetti su Ventress con sua moglie Padmé Amidala. Ancora sospettoso dell'ex seguace del Lato Oscuro, insinua che Ventress abbia sedotto Vos e lo abbia condotto al Lato Oscuro, ed esprime scetticismo sulla sua capacità di dimostrare amore.
Nemico tra i ranghi
Mentre i Jedi discutono in privato se Quinlan Vos sia caduto o meno nel lato oscuro, quest’ultimo e i suoi compagni prendono parte a una missione per rubare medicinali, armi, cibo e componenti per la riparazione di navi da una base separatista. In questa missione, Vos è accompagnato dal suo amico Akar-Deshu, Kenobi, Skywalker e dal Comandante Clone Cody. Tuttavia, i Separatisti hanno già piazzato trappole esplosive nella base. I Jedi riescono a fuggire, ma tutti i rifornimenti vengono distrutti. Dopo il fallimento della missione, Vos incontra Asajj Ventress in un bar di Coruscant, dove le dichiara il suo amore e la perdona per aver ucciso il Maestro Tholme. Promette di formalizzare la sua relazione con lei dopo aver aiutato i Jedi a distruggere il Conte Dooku.
In seguito, Quinlan partecipa a una missione con Kenobi, Skywalker e Cody per distruggere un avamposto separatista. Tuttavia, una volta arrivati, scoprono che la stazione è già stata abbandonata. Nel frattempo, Desh visita il sito dell'ex base asteroidale separatista e scopre prove dell'esistenza di un traditore tra i ranghi Jedi che sta divulgando informazioni ai Separatisti. Sospettando che questi due incidenti non siano una coincidenza, Yoda organizza un incontro privato con Vos e riesce a percepire che è effettivamente caduto nel lato oscuro. Yoda discute le sue scoperte con i membri del Consiglio, che escogitano un piano per mettere alla prova la fedeltà di Vos inviandolo nuovamente in missione per uccidere il Conte Dooku. Kenobi riceve l'ordine di sorvegliare Vos e di giustiziarlo se la sua vera lealtà verrà rivelata.
Dopo aver ricevuto l'incarico, Vos informa Ventress della sua nuova missione per uccidere il Conte Dooku. Dopo alcune discussioni, Vos accetta di permettere a Ventress di accompagnarlo. Durante il briefing del Consiglio Jedi, il Consiglio acconsentì a permettere ad Asajj di accompagnare Vos nella sua missione dopo che lei gli aveva rivelato che Dooku si sarebbe recato su Christophsis a bordo di una corazzata separatista. Insieme, Vos e Ventress viaggiano a bordo della Banshee fino a Christophsis, dove scoprono la corazzata di Dooku tra la flotta separatista. Nel frattempo, Skywalker e Kenobi seguono Vos da una navetta separatista catturata e riescono ad infiltrarsi nella corazzata di Dooku. Dopo essere saliti a bordo della nave con l'aiuto di droidi da battaglia riprogrammati, i due Jedi assistono allo scontro tra Vos e Dooku in un duello con la spada laser. Tuttavia, Vos non riesce a uccidere il Conte e lo costringe a condurlo dal suo misterioso maestro, Darth Sidious. Rendendosi conto che i loro sospetti sulla lealtà di Vos erano stati confermati, Skywalker e Kenobi non ebbero altra scelta che arrestare sia Vos che Dooku. Dopo aver catturato i due seguaci del lato oscuro, Kenobi e Skywalker portano i loro prigionieri sullo Star Destroyer di classe Venator. Nonostante i migliori sforzi del Comandante Cody per mettere in salvo i prigionieri, Vos inganna Desh, convincendolo ad avvicinarsi a lui e gli ruba la spada laser. Poi la usa per liberare se stesso e Dooku. Durante la fuga, Vos uccide il suo ex amico Desh e il Cavaliere Jedi Chagriano Kav Bayons. Vos e Dooku fuggono poi con Ventress a bordo della Banshee.
Scontro su Christophsis
Ventress tenta di far atterrare la Banshee sulla corazzata di Dooku, ma la Vigilance la insegue e riesce a danneggiare la nave. Di conseguenza, Asajj è costretta a far atterrare la Banshee su Christophsis. Kenobi, Skywalker e diversi soldati cloni ispezionano il relitto della Banshee e deducono che i fuggitivi sono sopravvissuti. Nel frattempo, Ventress, Vos e Dooku, gravemente ferito, attraversano il paesaggio cristallino di Christophsis per raggiungere una vicina base separatista. Kenobi contatta segretamente Ventress e informa l'ex Sorella della Notte della caduta di Vos. Le ordina inoltre di convincere Quinlan ad arrendersi, altrimenti dovranno ucciderlo. Quando Ventress affronta Vos in merito a questa rivelazione, la convince di essere vicino al completamento della sua missione, ma non ne rivela l'obiettivo. Nel frattempo, Windu ordina a Kenobi e a Skywalker di giustiziare i fuggitivi. Ventress, Vos e Dooku giungono finalmente alla base separatista costruita in un gigantesco pilastro di cristallo. Lì, vengono informati che Darth Sidious vuole parlare con il suo apprendista Dooku. Durante la breve conversazione olografica, Dooku implora il suo maestro di inviare una nave su Christophsis per evacuarlo. Tuttavia, Vos non riesce a scoprire la vera identità di Sidious. Poco dopo, la base separatista viene bombardata da caccia stellari repubblicani. Nonostante gli ordini di Windu, Kenobi insiste ancora per far uscire i fuggitivi illesi. Nonostante le obiezioni di Anakin, l'ex maestro e l'apprendista si avventurano nella base separatista per trovare Vos e Dooku.
Durante il bombardamento repubblicano, Ventress viene gravemente ferita dal fuoco dell'artiglieria e dai detriti che cadono. Vos aiuta la sua amante ferita ad alzarsi mentre cercano di seguire Dooku e completare la sua missione. Nel frattempo, Skywalker e Kenobi ordinano un cessate il fuoco per intrufolarsi nella fortezza e uccidere Dooku. Tornata nella fortezza, Asajj affronta Quinlan riguardo alla sua caduta nel Lato Oscuro e al suo allineamento con Dooku. Dopo qualche esitazione, Vos confessa che era vero. Poco dopo, Dooku attacca Vos con i fulmini della Forza. Tuttavia, in un atto di sacrificio, Asajj respinge Vos e subisce tutta la potenza dell'attacco di Dooku. Dooku tenta quindi di indurre Quinlan a ucciderlo, ma Vos si rifiuta di cedere al Lato Oscuro e afferma di essere un Jedi. Mentre Vos si riconcilia con Ventress nei suoi ultimi istanti, Dooku coglie l'occasione per fuggire.
Epilogo
Dopo gli eventi su Christophsis, Quinlan Vos si arrende a Obi-Wan Kenobi e Anakin Skywalker, che lo riportano su Coruscant. Lì, alla presenza del Consiglio Jedi, Vos confessa di aver abbracciato il lato oscuro e di essersi unito al Conte Dooku per usarlo e raggiungere Darth Sidious, eliminando così i due Signori dei Sith una volta per tutte. Si assume la responsabilità di tutti i crimini e i danni commessi al servizio di Dooku e dell'uccisione dei suoi due compagni Jedi Desh e Bayon, nonché dei soldati cloni a bordo della Vigilance. Vos difende anche la defunta Asajj Ventress per averlo riportato alla luce e aver dato la vita per salvarlo da Dooku.
Durante l'udienza, Kenobi afferma che è stata una follia da parte del Consiglio Jedi aver preso in considerazione l'idea di usare la tattica dell'assassinio per eliminare il Conte Dooku, poiché avrebbe portato solo una persona vicina al lato oscuro. Difende inoltre Ventress come "amica" dei Jedi. Dopo il processo, Vos viene graziato per i suoi crimini contro i Jedi e la Repubblica. Kenobi in seguito accompagna Vos su Dathomir per seppellire Ventress. Insieme, i due Jedi depongono la Sorella della Notte in una pozza scura vicino al villaggio abbandonato delle streghe. Quando il corpo di Ventress entra in acqua, la pozza diventa verde e si sentono le voci degli spiriti delle Sorelle della Notte defunte, che danno il bentornato  a casa a Ventress.

## Critica
Il romanzo ha avuto recensioni generalmente positive. Eric Goldman di IGN ha dato al romanzo un voto di 8 su 10, dicendo che è stato eccezionale. In altre pagine è stato recensito con voti di 4 su 5. Il romanzo ha debuttato nella lista dei bestseller del New York Times al numero 17.